# Беттенс, Сам
Сам Беттенс (нидерл. Sam Bettens; при рождении Сара Беттенс (нидерл. Sarah Bettens род. 23 сентября 1972, Капеллен, Бельгия) — фламандский рок-певец.
В 1990-е вместе с братом Сара Беттенс выступала в составе группы «K's choice», выпустившей четыре альбома. После приостановки деятельности группы в 2003 году, Сара Беттенс решила начать сольную карьеру. В марте 2005 года вышел её первый сольный альбом «Scream», с синглами «Not Insane» и «Stay». В том же году она впервые написала песню на нидерландском языке, «Leef» для одноимённого фильма. В 2007 году вышел новый альбом, названный «Shine», за которым последовал «Never Say Goodbye» (2009), также включающий в себя кавер-версии «Cry Me a River» Джули Лондон и «I Can't Make You Love Me» Бонни Рэйтт.
Вместе со своей подругой Стеф, Сара Беттенс живёт в Джонсон-Сити (штат Теннесси, США). У пары двое детей: Джастин и Тейлор.
В мае 2019 Беттенс заявил, что является трансгендерным мужчиной и использует имя Сам.

## Дискография

### Альбомы
- 2004: «Go» (EP)
- 2005: «Scream»
- 2007: «Shine»
- 2008: «Never Say Goodbye»

### Синглы
- 2002 «Someone to Say Hi To»
- 2002 «You Always Know Your Home»
- 2004 «Fine»
- 2005 «Not Insane»
- 2005 «Stay»
- 2005 «Leef»
- 2006 «Come over Here»
- 2006 «I Need a Woman»
- 2007 «Daddy's Gun»
- 2007 «I Can't Get Out»

## Видео
- Sarah Bettens in backstage Архивная копия от 8 ноября 2012 на Wayback Machine
- «I Can't Get Out» Архивная копия от 8 ноября 2012 на Wayback Machine
- «It's Alright» Архивная копия от 4 ноября 2009 на Wayback Machine
- «Put It out for Good» Архивная копия от 8 ноября 2012 на Wayback Machine
- Sarah Bettens in live at l’Elysée Montmartre in Paris_Part 1 Архивная копия от 8 ноября 2012 на Wayback Machine
- Sarah Bettens in live at l’Elysée Montmartre in Paris_Part 2 Архивная копия от 8 ноября 2012 на Wayback Machine